# Przybiernów
Pour la gmina, voir Przybiernów (gmina).
Przybiernów est une localité polonaise, siège de la gmina rurale de Przybiernów, située dans le powiat de Goleniów en voïvodie de Poméranie-Occidentale. Elle se situe à environ 23 km au nord de la ville de Goleniów et 39 km au nord de la capitale régionale Szczecin.

## Géographie

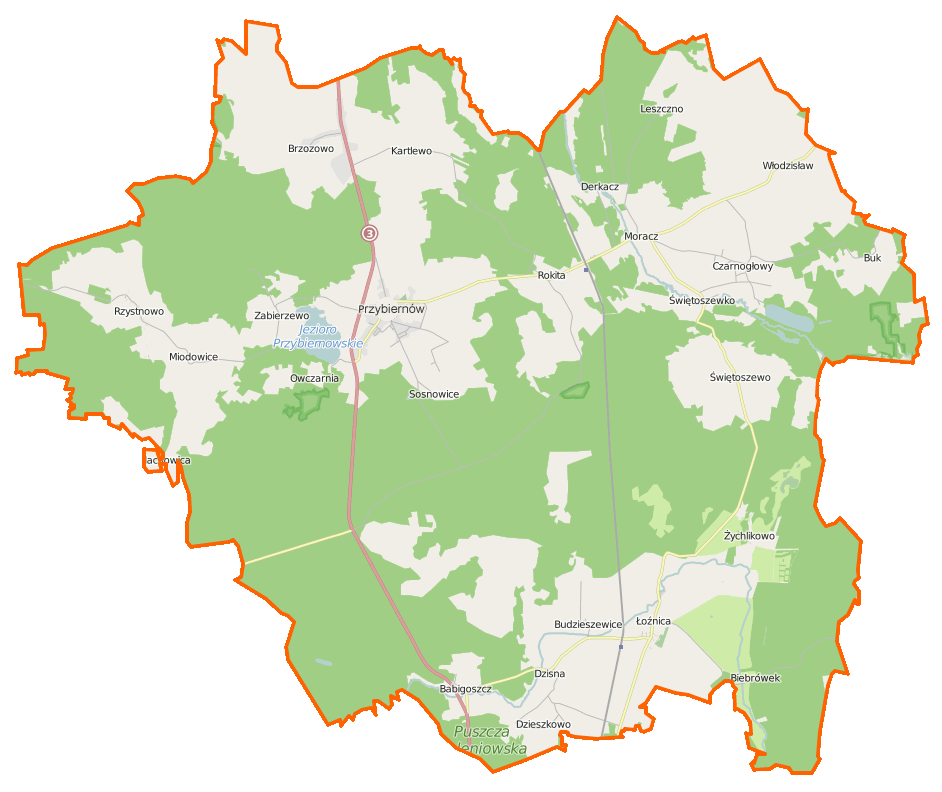
Carte de la gmina de Przybiernów.